# Mesitylensulfochlorid
Mesitylensulfochlorid  ist eine chemische Verbindung aus der Gruppe der Sulfonsäurechloride. Es ist ein räumlich anspruchsvolles aromatisches Sulfonsäurechlorid, das wegen seiner Reaktivität als Ausgangsverbindung von Mesitylensulfonylverbindungen dient, die besonders als biochemische Reagentien Verwendung finden. Fachsprachlich wird Mesitylensulfochlorid auch als MSCl oder Mts-Cl abgekürzt.

## Darstellung
Die Darstellung von Mesitylsulfochlorid aus Mesitylen, Sulfurylchlorid und Aluminiumchlorid wurde bereits 1893 beschrieben.
Nach einer Laborvorschrift wird Mesitylensulfochlorid erhalten durch Zugabe von Chlorsulfonsäure zu Mesitylen bei Temperaturen zwischen −15 und 60 °C und anschließendem Ausfällen des entstandenen Sulfochlorids durch Eingießen in Eiswasser und Extraktion mit Dichlormethan. Das in einer Rohausbeute von 80 % anfallende Mesitylensulfochlorid erstarrt zu weißlichen Kristallen. 
Sehr hohe Ausbeuten (94 %) werden nach einer neueren Methode bei der Umsetzung des Natriumsalzes der Mesitylensulfonsäure mit Cyanurchlorid in Gegenwart des Phasentransferkatalysators 18-Krone-6 in Aceton erzielt.

## Eigenschaften
Mesitylensulfochlorid ist ein weißer bis creme-farbener hygroskopischer Feststoff mit unangenehm stechendem Geruch, der sich unter Zersetzung in Wasser löst. Die dabei entstehende Mesitylensulfonsäure wirkt stark ätzend und korrosiv. In einer Vielzahl von trockenen organischen Lösungsmitteln ist die Substanz gut löslich. Zur Reinigung kann Mts-Cl aus Hexan oder Pentan umkristallisiert werden.

## Verwendung

### Sulfonamidbildung
Mesitylsulfochlorid findet zur Einführung der Mesitylsulfonyl-(Mst)-Schutzgruppe für Aminosäuren und Peptide breitere Anwendung.
Durch Umsetzung mit Mesitylensulfochlorid können Guanidinogruppen, wie z. B. in (an der α-Aminogruppe mit der p-Methoxybenzyloxycarbonyl-Gruppe geschütztem) L-Arginin mit der Mst-Schutzgruppe blockiert werden.
Die Mesitylensulfonyl-Schutzgruppe kann mittels Methansulfonsäure (MSA), Trifluormethansulfonsäure (TFMSA)/Fluorwasserstoff und mit TFMSA/Trifluoressigsäure (TFA)/Thioanisol quantitativ abgespalten werden.
In ähnlicher Weise lässt sich die Indol-Gruppe der Aminosäure L-Tryptophan mit Mesitylensulfochlorid unter Bildung des entsprechenden Sulfonamids schützen und mit TFMSA/TFA oder Methansulfonsäure entschützen.

### Sulfonatbildung
In Gegenwart von Pyridin können primäre und sekundäre Hydroxygruppen, z. B. in Mono- und Oligosacchariden durch Umsetzung mit Mesitylensulfochlorid blockiert werden.
Dabei werden mit Methyl-α-D-Glucopyranosid Ausbeuten von 98 % des in 2,6-Stellung Mst-disubstituierten Methylglucosids erhalten.

### Kondensationsreaktionen
Mesitylensulfochlorid wurde auch zur Aktivierung von Carbonsäuren bei der Herstellung von Estern eingesetzt, wie z. B. der Verknüpfung der selektiv geschützten so genannten Nonactinsäure zum Dimeren 
und anschließend zum Tetrameren, aus dem durch Ringschluss in Gegenwart von Silber-Ionen das Makrotetrolid-Antibiotikum Nonactin entsteht, das kronenetherartige Eigenschaften aufweist.

### Nucleotidsynthesen
Mesitylensulfonylchlorid hat trotz längerer Reaktionszeiten im Vergleich zu komplizierter aufgebauten aromatischen Sulfochloriden, wie z. B. 1-Mesitylensulfonyl-3-nitro-triazol (MSNT) oder 1-(Mesitylsulfonyloxy)-4,6-dinitrobenztriazol, zusammen mit nucleophilen Katalysatoren, wie z. B. 3-Nitro-1H-1,2,4-triazol oder 1-Hydroxy-4,6-dinitrobenztriazol, Vorteile bei der Aktivierung von Phosphodiestern zur Umsetzung mit Nucleosiden nach dem Phosphotriester-Verfahren zum Aufbau von Oligonucleotiden.

### Weitere Verwendungen
Die Reaktion von Mesitylsulfonylchlorid mit stickstoffhaltigen Heteroaromaten eignet sich zur Herstellung von Diarylsulfonamiden, die als spezifische Antagonisten für das Protein EPAC 2 (exchange protein directly activated by cAMP), das als cAMP-Mediator unterschiedliche biologische Funktionen steuert.
Das Sulfonamid mit 2,4-Dimethylpyrrol erwies sich als 133-mal wirksamer als cAMP.
Aus Mesitylensulfonylchlorid und 3-Nitro-1H-1,2,4-triazol wird das Kondensationsmittel 1-(Mesityl-2-sulfonyl)-3-nitro-1H-1,2,4-triazol (MSNT) erhalten, das als Aktivierungsagens für Nucleotidsynthesen Verwendung findet.
Anstelle von Hydroxylamin-O-sulfonsäure wird häufig auch das wirksamere (aber erheblich teurere) O-Mesitylensulfonylhydroxylamin (MSH) für z. B. Aminierungsreaktionen eingesetzt.